# Габибов, Руслан Мастали оглы
Руслан Мастали оглы Габибов (род. 15 мая 1955) — советский футболист, нападающий.

## Биография
Руслан Габибов родился 15 мая 1955 года.
Занимался футболом в ДЮСШ Сабирабада.
Играл на позиции нападающего. В 1974 году выступал во второй лиге за кировабадское «Динамо».
В 1977 году входил в заявку бакинского «Автомобилиста» во второй лиге, но в матчах не участвовал.
В 1978—1980 годах играл на том же уровне за «Хазар» из Ленкорани. В сезоне-78 забил 2 мяча в 18 матчах, в сезоне-79 на его счету 16 голов.
В 1981 году выступал в первой лиге за киевский СКА, провёл 27 матчей, забил 9 мячей.
В 1982 году вернулся в «Хазар», забил 12 мячей во второй лиге.
В 1983 году перешёл в бакинский «Нефтчи», в составе которого провёл 5 матчей в высшей лиге. Также играл за дубль, в составе которого забил 2 гола. Остаток сезона провёл в «Хазаре».